# Igreja Matriz de Almodôvar
A Igreja Matriz de Almodôvar, também conhecida como Igreja Paroquial de Almodôvar ou Igreja de Santo Ildefonso, é um monumento religioso na vila de Almodôvar, na região do Alentejo, em Portugal.

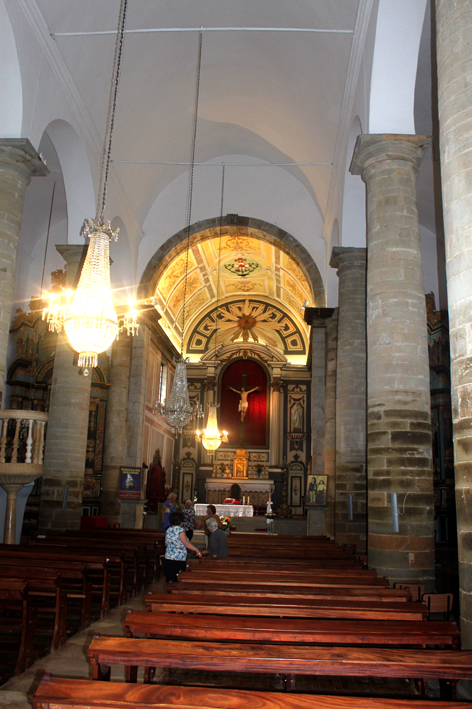
Interior da igreja, em 2012.

## Descrição
A igreja situa-se junto à Rua do Algarve, na vila de Almodôvar. Consiste num imóvel de grandes dimensões, com fachadas de aparência sóbria. A fachada principal era originalmente ladeada por duas torres sineiras, mas só uma sobreviveu. No interior, a igreja integra-se na tipologia de igreja-salão, com três naves de quatro tramos, com cobertura em abóbada. As arcarias são de volta perfeita, sendo suportadas por seis colunas toscanas. Devido à atenção prestada aos pormenores, à estrita organização da igreja, e à forma ritmada como foram compostos os alçados, fazem com que seja considerada como um exemplo do elevado grau de rigor em relação aos modelos clássicos que foi atingido por este tipo de santuários nos finais do século XVI, e que pode ser considerado como um resultado das medidas de austeridade introduzidas durante a contrarreforma. Devido ao interesse dos seus elementos decorativos, e à monumentalidade e valor arquitectónico da sua estrutura, é considerada como uma das mais importantes na região do Baixo Alentejo, e um dos monumentos mais emblemáticos no concelho.
No interior destacam-se os altares nas capelas laterais, cobertos com talha dourada e policromada, atribuídos à oficina do artista Sebastião de Abreu do Ó, de Évora. O seu acervo inclui um interessante conjunto de alfaias litúrgicas, que veio em parte do Convento de Nossa Senhora da Conceição.
A igreja é dedicada a Santo Ildefonso de Toledo, padroeiro da paróquia de Almodôvar.

## História
Foi construída nos finais do século XVI, tendo sucedido a um santuário anterior, que tinha sido doada pelo rei D. Dinis em 1297 à Ordem de Santiago, e que já se encontrava em ruínas. Tanto o novo como o antigo foram consagrados a Santo Ildefonso, sendo um testemunho da devoção ao santo que foi promovida pelos membros da Ordem de São Bento de Avis, cujo antigo culto poderá ter sido reavivado no sentido de promover a integração das populações durante o processo de reorganização territorial após a reconquista cristã.
A nova igreja foi desenhada pelo arquitecto Nicolau de Frias, segundo os trâmites mais rigorosos impostos pela igreja católica durante o período da contra-reforma. Porém, em meados do século XVIII a igreja já se tinha graves problemas de conservação, principalmente a capela-mor, que já estava em ruínas, motivo pelo qual foi demolida e substituída por uma nova ábside, por ordem do rei D. João V. Esta intervenção foi descrita em 1747 pelo Padre Luís Cardoso: «porque a capela-mor se achava arruinada, e por sua pequenez fica imperfeito o edifício da igreja, que é o maior templo desta comarca, foi Sua Majestade servido mandar pelo Tribunal da Mesa da Consciência, e Ordens, se derrubasse, e se fizesse regular ao restante da igreja, e se acrescentasse tribuna, que de presente se anda fazendo». Como parte desta campanha de obras, foram executados os altares laterais com talha dourada, por parte da oficina de Sebastião de Abreu do Ó. Também no século XVIII, uma das torres sineiras foi destruída por um raio, tendo o seu relógio sido integrado numa torre erguida noutro local da vila.
A igreja voltou a ser alvo de obras nos séculos XIX e XX, incluindo uma na década de 1950, durante a qual foi introduzido o painel no baptistério, da autoria de Severo Portela, e que retrata a cena do Baptismo de Cristo no Jordão. Em 1972 a outra torre da igreja foi danificada por um raio, mas foi reparada pouco tempo depois. Em 2008 o edifício foi alvo de trabalhos de pintura exterior por parte da Comissão Fabriqueira da Paróquia de Almodôvar, intervenção que contou com o apoio da Câmara Municipal.
Foi classificada como Monumento de Interesse Público pela Portaria n.º 450/2012, de 18 de Setembro.